# حاطب بن الحارث
الصحابي حاطب بن الحارث
'حاطب بن الحارث بن معمر بن حبيب بن وهب بن حذافة بن جمح الجمحي. من السابقين الأولين في الإسلام، أسلم قديما، وكان ممن هاجر إلى الحبشة ومات بأرض الحبشة مهاجراً، كان خرج إليها ومعه امرأته فاطمة بنت المجلل العامرية،  ولدت هناك ابنيه: محمداً والحارث، قاله أبو عمر.
وقال ابن منده: حاطب بن الحارث بن معمر بن حبيب، هاجر إلى أرض الحبشة معه امرأته فاطمة وابناه: محمد والحارث، روى عن ابن إسحاق في تسمية من هاجر إلى أرض الحبشة: حاطب بن الحارث بن المغيرة بن حبيب بن حذافة الجمحي، وهذا وهم من ابن إسحاق في رواية يونس بن بكير، وقد رواه ابن هشام عن البكائي، عن ابن إسحاق، على الصواب، فقال: وحاطب بن الحارث بن معمر بن حبيب بن وهب بن حذافة، وكذا رواه سلمة على ابن إسحاق؛ فلعل الوهم فيه من يونس أو من في إسناده، والله أعلم. أخرجه الثلاثة.